# يوهان أندرياس هيربست
يوهان أندرياس هيربست (بالألمانية: Johann Andreas Herbst)‏ هو منظر موسيقى وملحن ألماني، ولد في 9 يونيو 1588 في نورنبرغ في ألمانيا، وتوفي في 24 يناير 1666 في فرانكفورت في ألمانيا.

## وصلات خارجية
- يوهان أندرياس هيربست على موقع ميوزك برينز (الإنجليزية)
- يوهان أندرياس هيربست على موقع ديسكوغز (الإنجليزية)
- يوهان أندرياس هيربست على موقع ديسكوغز (الإنجليزية)